# Cebus unicolor
Cebus unicolor är en primat i underfamiljen kapuciner som förekommer i nordvästra Sydamerika. Populationen listades länge som synonym till vitpannad kapucin (C. albifrons). Efter genetiska undersökningar i början av 2000-talet godkänns den av flera zoologer som art.

## Utseende
Ett fåtal exemplar var utan svans 36,5 till 37,5 cm långa och svanslängden var 42 till 46 cm. Pälsen färg varierar bara lite mellan ockra och gråbrun. Bröstet och de övre armarna är mer gulbrun till krämfärgade och bakbenens utsida samt svansen är mer rödbruna. På huvudets topp förekommer en svartbrun luva.

## Utbredning
Arten förekommer i stora delar av Amazonområdet söder om Amazonfloden i Brasilien och i angränsande områden av Peru och Bolivia. Denna kapucinapa vistas i regnskogar i låglandet som tidvis översvämmas. Den hittas även i mindre skogar där savanner ansluter.

## Ekologi
Såvida känt har flockarna 12 till 16 medlemmar. Födan utgörs av frukter och ryggradslösa djur. Arten föredrar frukter som Astrocaryum vulgare och Attalea maripa. Fortplantningssättet är inte känt.

## Status
Denna primat jagas för köttets skull. Hela beståndet är däremot stort. Arten listas inte än av IUCN.